# José Luandino Vieira
José Luandino Vieira, pseudónimo literário de José Vieira Mateus da Graça (Lagoa do Furadouro, Vila Nova de Ourém, 4 de maio de 1935), é um escritor e tradutor luso-angolano..

## Biografia
Originário da Lagoa do Furadouro, na vila de Ourém, aos três anos de idade José Vieira Mateus da Graça, que viria a adotar o nome literário de José Luandino Vieira, viajou para Angola, juntamente com os seus pais. Passou toda a infância e juventude em Luanda, onde fez os estudos secundários.
Ingressou no Movimento de Libertação Nacional de Angola — Exército de Libertação de Angola (MLNA-ELA), fato que o fez ser detido pela Polícia Internacional e de Defesa do Estado (PIDE) em 1959. Como o MLNA-ELA integrou-se ao Movimento Popular de Libertação de Angola (MPLA) em 1960, tomou parte nas primeiras ações da luta nacionalista angolana nas fileiras do MPLA, colaborando na luta nacionalista contra Portugal já em 1961, como interlocutor com Manuel das Neves nos ataques a Luanda em fevereiro de 1961.
Por suas atividades subversivas, voltaria a ser detido em 1961, e subsequentemente condenado a 14 anos de prisão. Até 1964 passou por várias cadeias em Luanda, até que no último desses anos foi transferido para o campo de concentração do Tarrafal, em Cabo Verde, onde passou oito anos.
Em 21 de maio de 1965, encontrando-se Luandino preso há quatro anos, a Sociedade Portuguesa de Escritores, então presidida por Jacinto do Prado Coelho, deliberou atribuir-lhe o Grande Prémio de Novela, pela sua obra Luuanda. Depois de os jornais portugueses noticiarem o galardão, a Direcção dos Serviços de Censura detectou a gaffe política e proibiu qualquer referência ao prémio sem um enquadramento crítico face ao escritor, aos membros do júri e à própria SPE, cuja sede foi assaltada e destruída na noite de 21 de maio, alegadamente por "desconhecidos", mas na realidade elementos da polícia política PIDE e da Legião Portuguesa. Por despacho datado do mesmo dia 21 de maio, o Ministro da Educação Nacional, Inocêncio Galvão Teles, extinguiu a Sociedade Portuguesa de Escritores. Na sua edição de 23 de maio, o Jornal do Fundão noticiou os prémios, elogiando fortemente os vencedores, incluindo Luandino, e recusando qualquer referência ao estatuto criminal do escritor. Em consequência, o periódico foi suspenso durante seis meses e multado, tendo a sua caução aumentado exponencialmente até cumprir a obrigação de apresentar as provas à delegação de Lisboa dos Serviços de Censura e não de Castelo Branco. Só viria a retomar a normalidade no final de novembro de 1965, após exposições do diretor ao Presidente do Conselho. As notícias do prémio chegaram tardiamente ao Tarrafal, pois o director do campo de detenção retardou a informação. Como o escritor estava impossibilitado de candidatar a obra, bem como o seu editor, foi com surpresa que percebeu que a obra fora, mesmo assim, distinguida, graças à intervenção do crítico literário Alexandre Pinheiro Torres.
Saiu em regime de liberdade condicional em 1972, passando a viver em Lisboa, sujeito à medida de segurança residência sob vigia. Foi trabalhar com o editor Sá Costa (até à Revolução de Abril) e iniciou a publicação da sua obra, escrita, na grande maioria, nas prisões por onde passou.
Em 1975 regressou a Angola. O regime da agora independente República Popular de Angola — de que Luandino é um ideólogo, pois assume a função de diretor do Departamento de Orientação Revolucionária do MPLA (1975-1979) — atribui a Luandino Vieira responsabilidades ligadas ao setor audiviosual e cinematográfico; começa por ser diretor da Televisão Popular de Angola (1975-1978), e passa depois a dirigir o Instituto Angolano de Cinema (1979-1984). Foi igualmente cofundador da União dos Escritores Angolanos, de que foi secretário-geral (1975-1980 e 1985-1992), e secretário-geral adjunto da Associação dos Escritores Afroasiáticos (1979-1984).
Na sequência das eleições de 1992, porém, e desiludido com o reinício da guerra civil angolana, Luandino Vieira acabou por regressar ao seu país natal. Radicou-se numa zona rural do Minho, próximo de Vila Nova de Cerveira.

## A recusa do Prémio Camões
Em 2006 foi-lhe atribuído o Prémio Camões, o maior galardão literário da língua portuguesa. Luandino recusou o prémio alegando, segundo um comunicado de imprensa, «motivos íntimos e pessoais». Entrevistas posteriores, sobretudo ao Jornal de Letras, esclareceram que o autor não aceitara o prémio por se considerar um escritor morto e, como tal, entendia que o mesmo deveria ser entregue a alguém que continuasse a produzir. Ainda assim publicou dois novos livros em 2006.

## Cargos que exerceu
- 1975 - 1978 - organizou e dirigiu a Televisão Popular de Angola
- 1979 - dirigiu o Departamento de Orientação Revolucionária do MPLA.
- 1975 - 1980 - secretário-geral da União dos Escritores Angolanos (Membro Fundador)
- 1979 - 1984 - dirigiu o Instituto Angolano do Cinema.
- 1979 - 1984 - secretário-geral Adjunto da Associação dos Escritores Afroasiáticos
- 1985 - 1992 - secretário-geral da União dos Escritores de Angola

## Colaborações jornalísticas
- Mensagem, da Casa dos Estudantes do Império, delegação de Lisboa, (Lisboa, 1950; 1961-1963)
- O Estudante (Luanda, 1961)
- Cultura (Luanda, 1961)
- Boletim Cultural do Huambo (Nova Lisboa, 1958)
- Jornal de Angola (Luanda 1961-1963)
- Jornal do Congo (Carmona, 1962)
- Vértice (Coimbra, 1973)
- Jornal de Luanda (1973 -?)

## Obras

### Contos
- A cidade e a infância (Contos), 1957; 1986
- Duas histórias de pequenos burgueses (Contos), 1961
- Luuanda (Contos), 1963; 2004
- Vidas novas (Contos), 1968; 1997
- Velhas histórias (Contos), 1974; 2006
- Duas histórias (Contos), 1974
- No antigamente, na vida (Contos), 1974; 2005
- Macandumba (Contos), 1978; 2005
- Lourentinho, Dona Antónia de Sousa Neto & eu (Contos), 1981; 1989
- História da baciazinha de Quitaba (Conto), 1986

### Novela
- A vida verdadeira de Domingos Xavier, 1961; 2003
- João Vêncio. Os seus amores, 1979; 2004

### Romance
- Nosso Musseque (Romance), 2003
- Nós, os do Makulusu (Romance), 1974; 2004
- O livro dos rios, 1º vol. da trilogia De rios velhos e guerrilheiros (Romance), 2006

### Infanto-juvenil
- A guerra dos fazedores de chuva com os caçadores de nuvens. Guerra para crianças (infanto-juvenil), 2006

### Tradução
- A Clockwork Orange (Laranja Mecânica) de Anthony Burgess, 1973

### Outras
- Kapapa: pássaros e peixes, 1998
- À espera do luar, 1998
- Papéis da prisão, 2015

## Prémios
- Grande Prémio de Novelística da Sociedade Portuguesa de Escritores (Prémio Camilo Castelo Branco) (1965)
- Prémio Sociedade Cultural de Angola (1961),
- Casa dos Estudantes do Império - Lisboa (1963)
- Prémio Mota Veiga (1963)
- Associação de Naturais de Angola (1963).
- Prémio Camões (2006)
- Escritor Galego Universal (2021) pela AELG.[8]

## Algumas opiniões sobre o autor
- "A sua obra, importantíssima, foi precursora da literatura angolana e tem raízes na terra e na cultura do país" - José Saramago
- "Luandino Vieira é também um marco revolucionário pelo movimento que criou em Portugal a favor da liberdade de expressão" - Lídia Jorge
- "Luandino Vieira é um nome tão grande da literatura em língua portuguesa que a sua distinção já há muitos anos era esperada". "A sua obra tem um enorme valor, e este prémio é um reconhecimento da dinâmica das literaturas africanas e do vigor da Língua Portuguesa em África" - José Eduardo Agualusa.
- "(…) autor que conta na literatura de língua portuguesa e porque foi a certa altura quase um símbolo de rebelião" - Eduardo Lourenço
- "Luandino Vieira dedicou toda a sua vida ao povo angolano, expressando, através dos seus escritos, o sofrimento e as alegrias do povo" - Arlindo Isabel, director da Editorial Nzila.